# World Journal of Surgery
Das World Journal of Surgery, abgekürzt World J. Surg., ist eine wissenschaftliche Fachzeitschrift, die vom Springer-Verlag im Auftrag der International Society of Surgery veröffentlicht wird. Die Zeitschrift erscheint mit zwölf Ausgaben im Jahr. Es werden Arbeiten veröffentlicht, die sich mit Aspekten der Chirurgie beschäftigen.
Der Impact Factor lag im Jahr 2014 bei 2,642. Nach der Statistik des ISI Web of Knowledge wird das Journal mit diesem Impact Factor in der Kategorie Chirurgie an 47. Stelle von 198 Zeitschriften geführt.